# 上田美和
上田美和（9月29日—），日本女性漫畫家。出身於兵庫縣加古郡稻美町。她的作品主要在《別冊FRIEND》發表。代表作是《蜜桃女孩》。

## 人物簡介
稻美町立稻美中學→兵庫縣立東播磨高等學校畢業。1985年，於講談社旗下雜誌《別冊FRIEND DX Juliet》5月號發表短篇《桃色媚藥》，從此在漫畫界正式出道。
1999年，她的連載代表作品《蜜桃女孩》入圍第23屆講談社漫畫獎少女部門。

## 作品列表
部分作品日文直譯。《別冊FRIEND》連載。全由講談社發行。全由集英社發行。東立出版社代理用粗體字表示。
另外上面項目表示說明單行本名稱，下面項目表示說明單行本收錄的短篇集。
- 單行本未收錄
  - 桃色媚藥
  - 我們的共通語
- - 思春期同盟
  - 蜃氣樓男孩
- DOLL
- G戰場的瑪莉亞
- ◆（全2冊）
  - 小春日和／
- 月夜中的小紅帽
  - 綠色的沙漏
  - 星星的私語
  - 夏日聖誕節
- （全3冊）
- 妙妙雙胞胎（日语：ジーザス・クライスト!）（全2冊）
- 喔！我的達令（全8冊）
- ANGEL★WARS（エンジェル★ウォーズ）（全4冊）
- 玻璃的鼓動（全4冊）
  - 這就是女人的生存之道
  - 戀愛的自由
- 蜜桃女孩（《別冊FRIEND》1997年10月號－2004年1月號，全18冊）
- 裏蜜桃女孩（《別冊FRIEND》2004年10月號－2005年6月號，全3冊）
- Papillion -花與蝶-（日语：パピヨン-花と蝶-）（《別冊FRIEND》2006年8月號－2009年12月，全8冊）
- 模擬♥結婚（日语：プレ・マリ）（《別冊FRIEND》2010年4月號－不定期連載，全3冊）
- （《別冊FRIEND》，2012年，全3冊）
  1. ISBN 978-4-06-341795-1 （2012年1月號－4月號，第1話－第4話）
  2. ISBN 978-4-06-341813-2 （2012年5月號－8月號，第5話－第8話）
- （《別冊FRIEND》，2012年－2014年，全3冊）
  1. ISBN 978-4-06-341861-3（2012年12月號、2013年1月號、3月號，第1話－第3話）
  2. ISBN 978-4-06-341887-3（2013年5月号－7月號、9月號，第4話－第6話）
  3. ISBN 978-4-06-341913-9（2013年12月號、2014年1月號－3月號，第7話 - 第10話）

## 外部連結
- 上田美和的X（前Twitter） （日語）